# Xenaploactis
Xenaploactis är ett släkte av fiskar. Xenaploactis ingår i familjen Aploactinidae.
Kladogram enligt Catalogue of Life:
| Xenaploactis | \| \| Xenaploactis anopta \| \| \| \| \| \| Xenaploactis asperrima \| \| \| \| \| \| Xenaploactis cautes \| \| \| \| |
|              | \| \| Xenaploactis anopta \| \| \| \| \| \| Xenaploactis asperrima \| \| \| \| \| \| Xenaploactis cautes \| \| \| \| |
|              | Acanthosphex |
|              | |
|              | Adventor |
|              | |
|              | Aploactis |
|              | |
|              | Aploactisoma |
|              | |
|              | Bathyaploactis |
|              | |
|              | Cocotropus |
|              | |
|              | Erisphex |
|              | |
|              | Kanekonia |
|              | |
|              | Matsubarichthys |
|              | |
|              | Neoaploactis |
|              | |
|              | Paraploactis |
|              | |
|              | Peristrominous |
|              | |
|              | Prosoproctus |
|              | |
|              | Pseudopataecus |
|              | |
|              | Ptarmus |
|              | |
|              | Sthenopus |
|              | |
|              | Xenaploactis anopta                                                                                                  |
|              | |
|              | Xenaploactis asperrima                                                                                               |
|              | |
|              | Xenaploactis cautes                                                                                                  |
|              | |

|  | Xenaploactis anopta    |
|  |                        |
|  | Xenaploactis asperrima |
|  |                        |
|  | Xenaploactis cautes    |
|  |                        |